# Grčarske Ravne
Grčarske Ravne este o localitate din comuna Ribnica, Slovenia.
Se află la o altitudine de 520,2 m deasupra nivelului mării. Are o suprafață de 2,71 km². Populația este de 9 locuitori, determinată în 1 ianuarie 2020, prin recensământ.